# ТЕС Аль-Айн
24°14′5″ пн. ш. 55°44′50″ зх. д. / 24.23472° пн. ш. 55.74722° зх. д.
ТЕС Аль-Айн – теплова електростанція у однойменному місті в еміраті Абу-Дабі (Об’єднані Арабські Емірати).
Первісно електростанція використовувала генераторні установки на основі двигунів внутрішного згоряння. Так, в 1967 та 1974 роках на її майданчику створили першу чергу – «станція А» – загальною потужністю 22 МВт, котра мала по три установки виробництва британських Mirless (1,08 МВт кожна), Ruston (по 2,4 МВт) та нідерландської SWD (одинична потужність 3,84 МВт). В 1977-му тут з’явилась «станція В» (30 МВт) із чотирма двигунами SWD потужністю по 7,5 МВт, а у 1978-му стали до ладу чотири установки швейцарської Sulzer («станція С»), кожна з яких видавала по 16,46 МВт (разом 66 МВт).
Наразі всі черги з двигунами внутрішнього згоряння вже виведені з експлуатації, а станція обладнана газовими турбінами, встановленими на роботу у відкритому циклі. Першими з них були 6 турбін розробки General Electric типу Frame 5 потужністю по 16 МВт (втім, лише дві з них постачив сам розробник, тоді як ще по дві надійшли від ліцензіатів – британської John Brown та французької Alsthom). В 1980 та 1981 роках їх доповнили чотирма газовими турбінами швейцарської Brown Boveri GT9D1N потужністю по 22 МВт, а в 1982-му на майданчику стали до ладу дві турбіни Westinghouse по 26 МВт кожна. Нарешті, у 1993-му ТЕС отримала ще чотири газові турбіни від John Brown – на цей раз це були Frame 6 (розробка того самого ліцензіара) потужністю по 29 МВт. Таким чином, загальний показник газотурбінних установок досягнув 352 МВт.
На початку 1990-х до Аль-Айну провели газопровід від Макти, що дозволило перевести станцію на блакитне паливо. Також можливо відзначити, що в 2003 та 2007 роках через Аль-Айн пройшли газопроводи Махда – Фуджейра та Тавіла – Фуджейра, котрі транспортували блакитне паливо оманського та катарського походження. 
Видача продукції відбувається по ЛЕП, розрахованій на роботу під напругою 220 кВ.
Наразі станцією керує Al Mirfa Power Company, створена в еміраті Абу-Дабі у 1999 році.